# 红旗岭镇
红旗岭镇，是中华人民共和国吉林省吉林市磐石市下辖的一个乡镇级行政单位。

## 行政区划
红旗岭镇下辖以下地区：
红旗社区、胜利社区、都力河村、大岭子村、二道岗村、十里村、达连山村、龙王庙村和西大顶子村。